# Claudio Bellanave
Claudio Bellanave (* 6. September 1991 in Sinsheim) ist ein deutscher Fußballspieler.

## Karriere
Bellanave spielte in der Jugend für den TSV Ittlingen und den SV Sandhausen, bevor er 2006 in den Nachwuchsbereich der TSG 1899 Hoffenheim wechselte. 2008 kam er im Finale um die B-Junioren-Meisterschaft beim 6:4-Erfolg gegen Borussia Dortmund per Einwechslung zum Einsatz. Auch in der A-Junioren-Bundesliga gehörte Bellanave regelmäßig zum Aufgebot und schaffte 2010 den Sprung in die zweite Mannschaft der TSG 1899 Hoffenheim, für die er 13 Partien in der Regionalliga bestritt. Im Sommer 2011 wechselte er in die Fußball-Oberliga Baden-Württemberg zur FC Astoria Walldorf, bevor er nach zwei Spielzeiten mit seinem Wechsel zum FC 08 Homburg wieder den Sprung in die Regionalliga schaffte. 
Dort etablierte sich der Mittelfeldakteur schnell  und wurde am Saisonende vom Drittligaaufsteiger SG Sonnenhof Großaspach mit einem Zweijahresvertrag ausgestattet. Für Großaspach debütierte Bellanave, der auf beiden Außenbahnen eingesetzt werden kann, in der 3. Liga am 3. Spieltag beim 1:1-Unentschieden gegen den Lokalrivalen Stuttgarter Kickers. In der Folge wurde er aber nur sporadisch eingesetzt und kam bis zur Winterpause in seinen vier Einsätzen zu 59 Minuten Einsatzzeit. Am Ende der Saison verließ er die Großaspacher und wechselte zurück in die Regionalliga zur SpVgg Neckarelz.